# Luiziânia (kommun)
Luiziânia är en kommun i Brasilien.   Den ligger i delstaten São Paulo, i den södra delen av landet, 700 km söder om huvudstaden Brasília. Antalet invånare är 5 030.
Följande samhällen finns i Luiziânia:
- Luiziânia

Omgivningarna runt Luiziânia är huvudsakligen savann. Runt Luiziânia är det glesbefolkat, med 8 invånare per kvadratkilometer.